# روبين سانز
روبين سانز (بالإسبانية: Rubén Sanz Alonso)‏ هو لاعب كرة قدم إسباني في مركز الوسط، ولد في 30 أبريل 1980 في بلد الوليد في إسبانيا. لعب مع ريال بلد الوليد ب ونادي ألكوركون.

## وصلات خارجية
- روبين سانز على موقع قاعدة بيانات كرة القدم.إي يو (الإنجليزية)
- روبين سانز على موقع Soccerbase.com (لاعب) (الإنجليزية)
- روبين سانز على موقع Soccerway.com (الإنجليزية)
- روبين سانز على موقع AS.com (الإسبانية)